# Herman I de Turingia
Herman I (n.c. 1155 – d. 25 aprilie 1217, Gotha), aparținând familiei Ludovingilor, a fost conte palatin al Saxoniei din 1181 și landgraf de Turingia din 1190 până la moarte.

## Viața
Herman era cel de al doilea fiu al landgrafului Ludovic al II-lea de Turingia (supranumit „cel de Fier”) și al soției sale, Iudita de Hohenstaufen, soră a împăratului Frederic I Barbarossa.
Nu se cunosc multe date despre prima parte a vieții sale, dar există dovezi că în 1180 Herman s-a raliat coaliției închegate împotriva ducelui Henric Leul de Saxonia și împreună cu fratele său, landgraful Ludovic al III-lea de Turingia, a fost prizonier o scurtă perioadă de timp după înfrângerea suferită în bătălia de la Weissensee în fața lui Henric. Apoi el a obținut comitatul palatin de Saxonia de la fratele său Ludovic Saxonul. El și-a întărit autoritatea asupra comitatului palatin prin căsătoria cu Sofia, fiică a Lutgardei de Stade și a lui Frederic al II-lea de Sommerschenburg, contele palatin anterior.
Tatăl său, Ludovic al II-lea, a murit în 1190. Împăratul Henric al VI-lea de Hohenstaufen a încercat să păstreze Turingia ca feudă vacantă a Sfântului Imperiu Roman, însă Herman e dejucat acest plan și s-a autoinstalat ca landgraf. Alăturându-se ligii formate împotriva împăratului, el a fost acuzat, probabil pe nedrept, de o tentativă de asasinare a împăratului. Henric al VI-lea a reușit nu numai să îl desprindă pe Herman de coaliția formată împotriva sa, dar a și obținut sprijinul lui în planul său de a atașa Regatul Siciliei la Imperiul romano-german.
Herman a pornit în cruciada plănuită de Henric al VI-lea în 1197. Când împăratul Henric a murit în același an, Herman l-a sprijinit pe fratele acestuia, ducele Filip de Suabia, însă imediat ce cauza lui Filip părea să slăbească, Herman și-a schimbat opțiunea, sprijinindu-l pe Otto de Braunschweig, viitorul Otto al IV-lea. Drept consecință, Filip a invadat Turingia în 1204 și l-a constrâns pe Herman înceapă negocierile, în urma cărora acesta a renunțat la teritoriile dobândite în 1198. După moartea lui Filip și recunoașterea imperială a lui Otto, Herman a fost printre principii care l-au invitat pe Frederic de Hohenstaufen, viitorul împărat Frederic al II-lea, să vină în Germania pentru a prelua coroana. Ca urmare a acestei atitudini, saxonii au atacat Turingia, landgraful fiind totuși salvat de sosirea lui Frederic în 1212.
După moartea primei sale soții, Herman s-a căsătorit cu Sofia de Wittelsbach, fiica ducelui Otto al III-lea al Bavariei. Cu aceasta el a avut patru fii dintre care doi, Ludovic al IV-lea de Turingia și Henric Raspe, i-au succedat ca landgrafi. Herman a murit în orașul Gotha în 1217 și a fost înmormântat la Reinhardsbrunn.
Herman a susținut societatea literaților, iar Walther von der Vogelweide și alți minnesingeri erau bineveniți în castelul său de la Wartburg. Herman fusese educat o perioadă de timp în Franța, la curtea regelui Ludovic al VII-lea și în 1197 făcuse parte din suita regelui Henric al VI-lea într-o cruciadă (nereușită). El a adus poezia franceză în Wartburg, reședința sa, fiind un mare susținător al poeților și cântăreților contemporani. La Wartburg a apărut Sängerkrieg auf der Wartburg (literal „Războiul cântăreților din Wartburg”), cunoscut și sub denumirea de Wartburgkrieg (literal „Războiul de la Wartburg”), o colecție de versuri care povestește despre un concurs medieval între poeți menestreli, lansat și arbitrat de Herman I al Turingiei la curtea sa din Castelul Wartburg din Turingia. „Războiul de la Wartburg” reflectă perioada de glorie literară la curtea landgrafului Herman I în jurul anului 1200. De asemenea, compunerea imnurilor latinești Veni Sancte Spiritus și Salve palatine îi sunt atribuite lui Herman I. 

## Căsătorii și descendenți
Herman I a fost căsătorit de două ori:
1. în 1182 cu Sofia de Sommerschenburg (d. 1189/1190), fiică a contelui palatin Frederic al II-lea și a Lutgardei de Stade;
2. în 1196 cu Sofia de Wittelsbach, fiica ducelui Otto al I-lea al Bavariei.

Din prima căsătorie au rezultat doi copii:
- Jutta (n. 1184 – d. 1235), căsătorită de două ori:
  1. în 1194 cu margraful Dietrich de Meissen (n. 1161 – d. 1221);
  2. în 1223 cu contele Poppo al VII-lea de Henneberg (d. 1245);
- Hedviga, căsătorită în 1211 cu contele Albert al II-lea de Weimar-Orlamünde.

Din a doua căsătorie au rezultat șase copii:
- Irmgarda (n. 1197), căsătorită în 1211 cu contele Henric I de Anhalt din Casa de Ascania;
- Ludovic (n. 1200 – d. 1227), succesor ca landgraf al Turingiei;
- Herman (n. 1202 – d. 1216);
- Conrad (n. 1204 – d.1247), devenit mare maestru al Ordinului Cavalerilor Teutoni;
- Henric Raspe (n. 1204 – d. 1247), devenit landgraf de Turingia;
- Agnes, căsătorită în 1225 cu Henric cel Crud din familia de Babenberg (n. 1208 – d. 1228), fiul margrafului Leopold al VI-lea al Austriei și în 1229 cu ducele Albert I de Saxonia (n. c. 1175 – d. 1261).